# カステルフィダルド
カステルフィダルド（伊: Castelfidardo）は、イタリア共和国マルケ州アンコーナ県にある、人口約18,000人の基礎自治体（コムーネ）。

## 地理

### 位置・広がり
アンコーナ県のコムーネ。県都・州都アンコーナから南へ17kmの距離にある。

#### 隣接コムーネ
隣接するコムーネは以下の通り。括弧内のMCはマチェラータ県所属を示す。
- カメラーノ
- ロレート
- ヌマーナ
- オージモ
- ポルト・レカナーティ (MC)
- レカナーティ (MC)
- シローロ

### 気候分類・地震分類
カステルフィダルドにおけるイタリアの気候分類 (it) および度日は、zona D, 1881 GGである。
また、イタリアの地震リスク階級 (it) では、zona 2 (sismicità media) に分類される。

## 行政

### 分離集落
以下の分離集落（フラツィオーネ）がある。
- Acquaviva, Campanari, Cerretano, Crocette, Figuretta, Fornaci, Sant'Agostino, San Rocchetto

## 姉妹都市
- カステルヴェトロ・ディ・モーデナ、イタリア - 1984
- クリンゲンタール（ドイツ語版）、ドイツ - 2003